# クレイジー・ママ
「クレイジー・ママ」（原題 : Mama Weer All Crazee Now）は、スレイドの楽曲である。1972年8月にアルバム『スレイド?』からの先行シングルとして発売された。作詞作曲はノディ・ホルダーとジム・リーで、プロデューサーはチャス・チャンドラー。
1975年にキッスが発売した「ロックンロール・オールナイト」は、本作にインスパイアされて制作された楽曲で、ジーン・シモンズは「『ロックンロール・オールナイト』は、スレイドの『クレイジー・ママ』の"私生児"なんだよ（“Rock and Roll all Nite‘ is a direct bastard child of Slade's ‘Mama Weer All Crazee Now’.”）」と語っている。
なお、原題が「Mama Weer All Crazee Now」とスペルを間違っているが、これは意図的なもの。

## 背景
「クレイジー・ママ」は、リーが単独で完成させた初の楽曲だった。ホルダーはロンドンのウェンブリー・アリーナでのライブ終了後に、壊された観客席を見て「今夜は誰もが狂っていたに違いない」と感じたことを思い出し、そこから歌詞の着想を得た。なお、本作の当初のタイトルは「My My We're All Crazy Now」であったが、プロデューサーのチャス・チャンドラーの前で演奏した際に、チャンドラーが「Mama Weer All Crazee Now」と聞き違え、ホルダーとリーがこちらの方がタイトルに相応しいと考えたことから変更された。
1984年の『レコード・ミラー』誌のインタビューで、リーは本作と「カモン!!」について、「1972年にチャック・ベリーのライブを見に行ったら、観客全員が彼の歌を歌っていて、それがとても素晴らしく思えたんだ。それで「観客のことを歌にするのはどうだろうか」と思って、僕らは『カモン!!』と『クレイジー・ママ』を書いた。」と語っている。1986年のファンクラブのインタビューで、デイヴ・ヒルは「この曲は観客とバンドの間で起こったことに基づいている。」と語っている。
本作は、1972年8月にアルバム『スレイド?』からの先行シングルとして発売され、アイルランドシングルチャートと全英シングルチャートで最高位1位を獲得した。バンドとチャンドラーはビートルズの『ゲット・バック』（1969年）以来となる初登場1位を狙っていたが、レーベル側は実現できるはずがないと考えていた。その後、シングルがチャートで初登場2位を獲得したことにより、レーベル側は考えを改め、1973年に発売された『カモン!!』においては発売前よりラジオ番組などで放送し、購入を促すという戦略がとられた。

## リリース
本作は、イギリス、アイルランド、ヨーロッパ全土、スカンディナヴィア、ユーゴスラビア、イスラエル、カナダ、南アフリカ、オーストラリア、ニュージーランド、アルゼンチン、ブラジル、日本などの国でポリドール・レコードから7インチシングルとして発売された。
B面には「スピークス・イヴィル」が収録され、2007年に発売されたコンピレーション・アルバム『B-Sides』にも収録された。なお、アルゼンチンで発売されたシングルのB面には「恋のバック・ホーム」が収録された。

## プロモーション
本作のミュージック・ビデオは制作されていない。
イギリスでは音楽番組『トップ・オブ・ザ・ポップス』、ドイツでは『Disco』や『Musikladen』、オランダでは『TopPop』で披露された。その後1977年にシングル『ジプシー・ロードホッグ』のプロモーションで出演した『Supersonic』、1981年にシングル『ウィール・ブリング・ザ・ハウス・ダウン』のプロモーションで出演した『Moondogs』でも披露された。

## シングル収録曲
| #         | タイトル                                       | 作詞・作曲                               | 時間 |
| --------- | ---------------------------------------------- | ---------------------------------------- | ---- |
| 1.        | 「クレイジー・ママ」(Mama Weer All Crazee Now) | ノディ・ホルダー ジム・リー （ 英語版 ） | 3:42 |
| 2.        | 「スピークス・イヴィル」(Man Who Speeks Evil)  | ジム・リー ドン・パウエル （ 英語版 ）   | 3:17 |
| 合計時間: | 合計時間:                                      | 合計時間:                                | 6:59 |

| 全作詞・作曲: ノディ・ホルダー、ジム・リー。 |                                                |                              |                              |      |
| #                                            | タイトル                                       | 作詞                         | 作曲・編曲                   | 時間 |
| 1.                                           | 「クレイジー・ママ」(Mama Weer All Crazee Now) | ノディ・ホルダー、ジム・リー | ノディ・ホルダー、ジム・リー | 3:42 |
| 2.                                           | 「恋のバック・ホーム」(Take me Bak 'Ome)       | ノディ・ホルダー、ジム・リー | ノディ・ホルダー、ジム・リー | 3:13 |
| 合計時間:                                    | 合計時間:                                      | 6:55                         |                              |      |

| 全作詞・作曲: ノディ・ホルダー、ジム・リー。 |                                                |                              |                              |      |
| #                                            | タイトル                                       | 作詞                         | 作曲・編曲                   | 時間 |
| 1.                                           | 「クレイジー・ママ」(Mama Weer All Crazee Now) | ノディ・ホルダー、ジム・リー | ノディ・ホルダー、ジム・リー | 3:42 |
| 2.                                           | 「クレイジー・ママ」(Mama Weer All Crazee Now) | ノディ・ホルダー、ジム・リー | ノディ・ホルダー、ジム・リー | 3:42 |
| 合計時間:                                    | 合計時間:                                      | 7:24                         |                              |      |

## クレジット
- ノディ・ホルダー - リード・ボーカル、ギター
- デイヴ・ヒル（英語版） - リードギター、バッキング・ボーカル
- ジム・リー（英語版） - ベース、バッキング・ボーカル
- ドン・パウエル（英語版） - ドラム

## チャート成績
| チャート (1972年)                 | 最高位 |
| --------------------------------- | ------ |
| オーストラリア (ARIA)             | 3      |
| オーストリア (Ö3 Austria Top 40)  | 6      |
| ベルギー (Ultratop 50 Wallonia)   | 5      |
| ベルギー (Ultratop 50 Flanders)   | 11     |
| オランダ (Single Top 100)         | 7      |
| フランス (SNEP)                   | 30     |
| ドイツ (GfK Entertainment charts) | 6      |
| アイルランド (IRMA)               | 1      |
| スイス (Schweizer Hitparade)      | 5      |
| UK シングルス (OCC)               | 1      |
| US Billboard Hot 100              | 76     |

## カバー・バージョン
- レス・ハンフリーズ・シンガーズ&オーケストラ（英語版） - アルバム『Sound '73』（1973年）に収録[25]。
- ジェームス・ラスト - アルバム『Non Stop Dancing』（1973年）に収録。オーケストラのインストゥルメンタルとしてカバー[26]。
- ザ・ランナウェイズ - アルバム『And Now... The Runaways』（1978年）に収録[27]。
- クワイエット・ライオット - アルバム『Condition Critical』（1984年）に収録[28]。シングル盤としても発売され、Billboard Hot 100で最高位51位を獲得[29]。
- ママズ・ボーイズ（英語版） - アルバム『Mama's Boys』（1984年）に収録され、シングル盤としても発売された[30][31]。
- アンヘレス・デル・インフィエルノ（英語版） - アルバム『666』（1988年）に収録[32]。
- ザ・メタル・グルズ（英語版） - シングル盤『メリー・クリスマス・エヴリバディ[注釈 2]』（1990年）のB面に収録。このシングルはホルダーとリーのプロデュース作品で、全英シングルチャートで最高位55位を獲得[33]。
- ジョン・スプリンゲート - トリビュート・アルバム『Wham Bam Thank You Glam』（1996年）に収録[34]。
- Big 6 - アルバム『Ready to Rock』（1996年）に収録[35]。
- ジ・オプレスト（英語版） - EP『The Noise』（1997年）に収録。同作には同じくスレイドのカバー曲である「カモン!!」と「グッバイ・ジェーン」も収録された。
- リール・ビッグ・フィッシュ - アルバム『Fame, Fortune and Fornication』（2009年）に収録。